# 虞謙
虞謙（?—?），字伯益，號玉雪，一號玉雪齋，金壇（今江蘇金壇）人。明初大臣。
洪武二十八年（1395年）由太學生擢刑部郎中，出任杭州知府。建文帝時，請限僧人、道士田地，每人土地十亩，其余田地平分给贫民。永乐初年，任大理寺少卿。仁宗即位，拜大理寺卿。工於詩，有《玉雪齋集》。